# Mangaluru
Mangaluru (kannada: ಮಂಗಳೂರು) (fram till 1 november 2014 Mangalore) är en stad i den indiska delstaten Karnataka och är centralort i distriktet Dakshina Kannada. Staden är belägen på Malabarkusten och hade cirka en halv miljon invånare vid folkräkningen 2011. Storstadsområdet beräknades ha cirka 700 000 invånare 2018.
De språk som talas i staden är tulu, konkani, kannada och beary. Det sistnämnda en blandning av tulu och malayalam, vars talare är muslimer. Mangaluru är en viktig hamnstad, med bland annat kaffeexport som viktig näring. I staden finns en talrik katolsk befolkning (många av dem konkani catholics) med en biskop och flera kyrkor. Mangaluru har flera "colleges" och andra utbildningsinstitut. 
Staden erövrades av Haider Ali 1763 och bytte sedan styre flera gånger för att slutgiltigt bli en brittisk stad 1799.